# Bundestagswahlkreis Donau-Ries
Der Bundestagswahlkreis Donau-Ries (Wahlkreis 253; bis zur Bundestagswahl 2021 Wahlkreis 254) ist ein Wahlkreis für die Wahlen zum Deutschen Bundestag in Bayern. Er umfasst die Landkreise Donau-Ries und Dillingen a.d.Donau sowie die Gemeinden Aindling, Baar, Inchenhofen, Kühbach, Petersdorf, Pöttmes, Schiltberg und Todtenweis des Landkreises Aichach-Friedberg. Der Vorgängerwahlkreis des Wahlkreises Donau-Ries war von 1949 bis 1976 der Bundestagswahlkreis Donauwörth. Seit jeher wurden die Wahlkreise Donauwörth bzw. Donau-Ries von den Direktkandidaten der CSU gewonnen.
Da der bayerische Regierungsbezirk Schwaben zur Bundestagswahl 2025 einen zusätzlichen Wahlkreis erhielt, wurden die meisten schwäbischen Wahlkreise verkleinert. Der Wahlkreis Donau-Ries gab dabei die Gemeinde Altenmünster an den Wahlkreis Augsburg-Land ab.

## Wahlergebnisse

### Bundestagswahl 2025
Zur Bundestagswahl 2025 am 23. Februar wurden 10 Direktkandidaten und 17 Landeslisten zugelassen.
| Kandidaten        | Kandidaten                | Parteien/Listen     | Erststimmen | Erststimmen | Zweitstimmen | Zweitstimmen |
| Kandidaten        | Kandidaten                | Parteien/Listen     | Stimmen     | %           | Stimmen      | %            |
| ----------------- | ------------------------- | ------------------- | ----------- | ----------- | ------------ | ------------ |
|                   | Ulrich Langegewählt im WK | CSU                 | 73.296      | 45,1        | 67.120       | 41,2         |
|                   | Christoph Schmid          | SPD                 | 19.718      | 12,1        | 15.226       | 9,4          |
|                   | Adrian Lund               | GRÜNE               | 9.398       | 5,8         | 11.852       | 7,3          |
|                   | Hans-Peter Posch          | FDP                 | 3.894       | 2,4         | 6.071        | 3,7          |
|                   | Andreas Mayer             | AfD                 | 34.914      | 21,5        | 36.832       | 22,6         |
|                   | Florian Riehl             | FREIE WÄHLER        | 9.962       | 6,1         | 10.291       | 6,3          |
|                   | Leon Florian              | LINKE               | 5.536       | 3,4         | 6.250        | 3,8          |
|                   | Benjamin Goßner           | dieBasis            | 1.411       | 0,9         | 911          | 0,6          |
|                   | –                         | Tierschutzpartei    | –           | –           | 1.215        | 0,7          |
|                   | –                         | Die PARTEI          | –           | –           | 527          | 0,3          |
|                   | Sebastian Thumbach        | ÖDP                 | 964         | 0,6         | 567          | 0,3          |
|                   | –                         | BP                  | –           | –           | 221          | 0,1          |
|                   | –                         | Volt                | –           | –           | 520          | 0,3          |
|                   | –                         | PdH                 | –           | –           | 83           | 0,1          |
|                   | –                         | MLPD                | –           | –           | 20           | 0,0          |
|                   | –                         | BÜNDNIS DEUTSCHLAND | –           | –           | 108          | 0,1          |
|                   | Manfred Seel              | BSW                 | 3.549       | 2,2         | 4.950        | 3,0          |
| Gesamt            | Gesamt                    | Gesamt              | 162.642     | 100         | 162.764      | 100          |
|                   |                           |                     |             |             |              |              |
| Ungültige Stimmen | Ungültige Stimmen         | Ungültige Stimmen   | 665         | 0,4         | 543          | 0,3          |
| Wähler            | Wähler                    | Wähler              | 163.307     | 84,9        | 163.307      | 84,9         |
| Wahlberechtigte   | Wahlberechtigte           | Wahlberechtigte     | 192.384     |             | 192.384      |              |
|                   |                           |                     |             |             |              |              |
| Quellen:          |                           |                     |             |             |              |              |

Kursive Direktkandidaten kandidieren nicht für die Landesliste, kursive Parteien treten ohne Landesliste an.

### Bundestagswahl 2021
Zur Bundestagswahl 2021 am 26. September wurden 12 Direktkandidaten und 26 Landeslisten zugelassen.
| Kandidaten                               | Kandidaten                       | Parteien/Listen      | Erststimmen | Erststimmen | Zweitstimmen | Zweitstimmen |
| Kandidaten                               | Kandidaten                       | Parteien/Listen      | Stimmen     | %           | Stimmen      | %            |
| ---------------------------------------- | -------------------------------- | -------------------- | ----------- | ----------- | ------------ | ------------ |
|                                          | Ulrich Langegewählt im WK        | CSU                  | 64.045      | 41,1        | 54.929       | 35,2         |
|                                          | Christoph Schmid                 | SPD                  | 29.872      | 19,2        | 25.784       | 16,5         |
|                                          | Edeltraud Schwarz                | AfD                  | 15.723      | 10,1        | 17.135       | 11,0         |
|                                          | Marcus Christoph Schürdt         | FDP                  | 9.915       | 6,4         | 15.593       | 10,0         |
|                                          | Stefan Norder-Freiherr von Hauch | GRÜNE                | 11.076      | 7,1         | 14.911       | 9,5          |
|                                          | Manfred Seel                     | DIE LINKE            | 3.048       | 2,0         | 2.855        | 1,8          |
|                                          | Ulrich Manfred Reiner            | FREIE WÄHLER         | 14.834      | 9,5         | 14.973       | 9,6          |
|                                          | Dieter Stefan Feldmeier          | ÖDP                  | 1.420       | 0,9         | 868          | 0,6          |
|                                          | -                                | Tierschutzpartei     | –           | –           | 1.488        | 1,0          |
|                                          | -                                | BP                   | –           | –           | 648          | 0,4          |
|                                          | –                                | Die PARTEI           | –           | –           | 891          | 0,6          |
|                                          | -                                | PIRATEN              | –           | –           | 627          | 0,4          |
|                                          | –                                | NPD                  | –           | –           | 176          | 0,1          |
|                                          | Kristin Burger                   | V-Partei³            | 966         | 0,6         | 254          | 0,2          |
|                                          | –                                | Gesundheitsforschung | –           | –           | 184          | 0,1          |
|                                          | -                                | MLPD                 | –           | –           | 14           | 0,0          |
|                                          | –                                | DKP                  | –           | –           | 20           | 0,0          |
|                                          | Dagmar Barbara Riesner           | dieBasis             | 3.895       | 2,5         | 3.432        | 2,2          |
|                                          | –                                | Bündnis C            | –           | –           | 121          | 0,1          |
|                                          | –                                | III. Weg             | –           | –           | 94           | 0,1          |
|                                          | -                                | du.                  | –           | –           | 70           | 0,0          |
|                                          | Erich Roland Dieter Zühlke       | LKR                  | 294         | 0,2         | 106          | 0,1          |
|                                          | -                                | Die Humanisten       | –           | –           | 78           | 0,0          |
|                                          | –                                | Team Todenhöfer      | –           | –           | 262          | 0,2          |
|                                          | Harald Gerke                     | UNABHÄNGIGE          | 836         | 0,5         | 496          | 0,3          |
|                                          | –                                | Volt                 | 206         | 0,1         | –            | –            |
| Gesamt                                   | Gesamt                           | Gesamt               | 155.924     | 100         | 156.215      | 100          |
|                                          |                                  |                      |             |             |              |              |
| Ungültige Stimmen                        | Ungültige Stimmen                | Ungültige Stimmen    | 1.109       | 0,7         | 818          | 0,5          |
| Wähler                                   | Wähler                           | Wähler               | 157.033     | 80,2        | 157.033      | 80,2         |
| Wahlberechtigte                          | Wahlberechtigte                  | Wahlberechtigte      | 195.774     |             | 195.774      |              |
|                                          |                                  |                      |             |             |              |              |
| Quellen: Die Bundeswahlleiterin, Stimmen |                                  |                      |             |             |              |              |

Kursive Direktkandidaten kandidieren nicht für die Landesliste, kursive Parteien sind nicht Teil der Landesliste.

### Bundestagswahl 2017
Zur Bundestagswahl 2017 am 24. September wurden 8 Direktkandidaten und 21 Landeslisten zugelassen.
| Direktkandidat       | Partei               | Erststimmen in % | Zweitstimmen in % |
| -------------------- | -------------------- | ---------------- | ----------------- |
| Ulrich Lange         | CSU                  | 47,0             | 43,3              |
| Christoph Schmid     | SPD                  | 18,1             | 13,8              |
| Albert Riedelsheimer | GRÜNE                | 06,4             | 06,9              |
| Walter Lohner        | FDP                  | 05,0             | 09,2              |
| Rafael Hauptmann     | AfD                  | 12,8             | 14,7              |
| Manfred Seel         | LINKE                | 04,2             | 04,6              |
| Stephan Stieglauer   | FREIE WÄHLER         | 05,0             | 03,5              |
| –                    | PIRATEN              | 0–               | 00,3              |
| Johannes Thum        | ÖDP                  | 01,4             | 00,7              |
| –                    | BP                   | 0–               | 00,7              |
| –                    | NPD                  | 0–               | 00,4              |
| –                    | Tierschutzpartei     | 0–               | 00,8              |
| –                    | MLPD                 | 0–               | 00,0              |
| –                    | Büso                 | 0–               | 00,0              |
| –                    | BGE                  | 0–               | 00,1              |
| –                    | DiB                  | 0–               | 00,1              |
| –                    | DKP                  | 0–               | 00,0              |
| –                    | DM                   | 0–               | 00,1              |
| –                    | Die PARTEI           | 0–               | 00,4              |
| –                    | Gesundheitsforschung | 0–               | 00,1              |
| –                    | V-Partei³            | 0–               | 00,2              |

### Bundestagswahl 2013
| Direktkandidat       | Partei       | Erststimmen in % | Zweitstimmen in % |
| -------------------- | ------------ | ---------------- | ----------------- |
| Ulrich Lange         | CSU          | 60,6             | 55,5              |
| Gabriele Fograscher  | SPD          | 17,7             | 16,7              |
| Heinz-Peter Liehr    | FDP          | 02,4             | 04,5              |
| Bettina Merkl-Zierer | GRÜNE        | 06,3             | 06,0              |
| Manfred Seel         | Die Linke    | 04,5             | 03,3              |
|                      | PIRATEN      | 0–               | 01,5              |
| Alexander Feyen      | NPD          | 01,8             | 01,2              |
| Andreas Becker       | ÖDP          | 02,2             | 01,0              |
|                      | AfD          | 0–               | 04,2              |
| Florian Riehl        | Freie Wähler | 04,1             | 03,1              |
|                      | Sonstige     | 0–               | 03,4              |

### Bundestagswahl 2009
| Direktkandidat       | Partei               | Erststimmen in % | Zweitstimmen in % | Bundestagswahl 2005 Zweitstimmen in % |
| -------------------- | -------------------- | ---------------- | ----------------- | ------------------------------------- |
| Ulrich Lange         | CSU                  | 52,6             | 48,9              | 56,9                                  |
| Gabriele Fograscher  | SPD                  | 15,9             | 13,8              | 22,0                                  |
| Albert Riedelsheimer | GRÜNE                | 07,6             | 07,7              | 05,1                                  |
| Uwe Pranghofer       | FDP                  | 11,7             | 14,6              | 08,3                                  |
| —                    | REP                  | —                | 01,3              | 01,5                                  |
| Manfred Seel         | LINKE                | 06,1             | 05,8              | 02,7                                  |
| Alexander Feyen      | NPD                  | 01,9             | 01,5              | 01,4                                  |
| —                    | PBC                  | 0—               | 00,1              | 00,2                                  |
| Heinz Werner Link    | BP                   | 01,8             | 01,1              | 00,4                                  |
| —                    | ödp                  | 01,5             | 01,0              | 0—                                    |
| Liane Thorwart       | DIE VIOLETTEN        | 00,7             | 00,4              | 0—                                    |
| —                    | BüSo                 | 0—               | 00,0              | 00,1                                  |
| —                    | FAMILIE              | 0—               | 00,8              | 00,7                                  |
| —                    | MLPD                 | 0—               | 00,0              | 00,0                                  |
| —                    | Die Tierschutzpartei | 0—               | 00,5              | 0—                                    |
| —                    | PIRATEN              | 0—               | 01,6              | 0—                                    |
| —                    | CM                   | 0—               | 00,1              | 00,0                                  |
| —                    | RRP                  | 0—               | 00,6              | 0—                                    |

## Wahlkreissieger seit 1949
| Wahl | Name                | Partei | Erststimmen in % |
| ---- | ------------------- | ------ | ---------------- |
| 2025 | Ulrich Lange        | CSU    | 45,1             |
| 2021 | Ulrich Lange        | CSU    | 41,1             |
| 2017 | Ulrich Lange        | CSU    | 47,0             |
| 2013 | Ulrich Lange        | CSU    | 60,6             |
| 2009 | Ulrich Lange        | CSU    | 52,6             |
| 2005 | Hans Raidel         | CSU    | 60,7             |
| 2002 | Hans Raidel         | CSU    | 64,7             |
| 1998 | Hans Raidel         | CSU    | 57,2             |
| 1994 | Hans Raidel         | CSU    | 60,6             |
| 1990 | Hans Raidel         | CSU    | 55,0             |
| 1987 | Karl Heinz Lemmrich | CSU    | 61,2             |
| 1983 | Karl Heinz Lemmrich | CSU    | 67,8             |
| 1980 | Karl Heinz Lemmrich | CSU    | 65,7             |
| 1976 | Karl Heinz Lemmrich | CSU    | 68,0             |
| 1972 | Karl Heinz Lemmrich | CSU    | 65,4             |
| 1969 | Karl Heinz Lemmrich | CSU    | 67,3             |
| 1965 | Karl Heinz Lemmrich | CSU    | 68,3             |
| 1961 | Philipp Meyer       | CSU    | 64,8             |
| 1957 | Philipp Meyer       | CSU    | 69,2             |
| 1953 | Philipp Meyer       | CSU    | 59,1             |
| 1949 | Martin Loibl        | CSU    | 36,2             |

## Wahlkreisgeschichte
| Wahl      | Gebiet | Wkr.-Nr. | Wahlkreisname |
| --------- | --- | -------- | ------------- |
| 2025–     | Landkreis Donau-Ries, Landkreis Dillingen an der Donau, vom Landkreis Aichach-Friedberg die Gemeinden Aindling, Baar, Inchenhofen, Kühbach, Petersdorf, Pöttmes, Schiltberg und Todtenweis                                                   | 253      | Donau-Ries    |
| 2021      | Landkreis Donau-Ries, Landkreis Dillingen an der Donau, vom Landkreis Aichach-Friedberg die Gemeinden Aindling, Baar, Inchenhofen, Kühbach, Petersdorf, Pöttmes, Schiltberg und Todtenweis, vom Landkreis Augsburg die Gemeinde Altenmünster | 254      | Donau-Ries    |
| 2009–2017 | Landkreis Donau-Ries, Landkreis Dillingen an der Donau, vom Landkreis Aichach-Friedberg die Gemeinden Aindling, Baar, Inchenhofen, Kühbach, Petersdorf, Pöttmes, Schiltberg und Todtenweis                                                   | 254      | Donau-Ries    |
| 2005      | Landkreis Donau-Ries, Landkreis Dillingen an der Donau, vom Landkreis Aichach-Friedberg die Gemeinden Aindling, Baar, Inchenhofen, Kühbach, Petersdorf, Pöttmes, Schiltberg und Todtenweis                                                   | 255      | Donau-Ries    |
| 2002      | Landkreis Donau-Ries, Landkreis Dillingen an der Donau, vom Landkreis Aichach-Friedberg die Gemeinden Baar, Inchenhofen, Kühbach, Pöttmes und Schiltberg                                                                                     | 255      | Donau-Ries    |
| 1998      | Landkreis Donau-Ries, Landkreis Dillingen an der Donau, vom Landkreis Aichach-Friedberg die Gemeinden Baar, Inchenhofen, Kühbach, Pöttmes und Schiltberg                                                                                     | 240      | Donau-Ries    |
| 1976–1994 | Landkreis Donau-Ries, Landkreis Dillingen an der Donau | 240      | Donau-Ries    |
| 1965–1972 | Landkreis Donauwörth, Nördlingen, Landkreis Nördlingen, Neuburg an der Donau, Landkreis Neuburg an der Donau, Stadt Dillingen an der Donau, Landkreis Dillingen an der Donau                                                                 | 240      | Donauwörth    |
| 1953–1961 | Landkreis Donauwörth, Stadt Neuburg an der Donau, Landkreis Neuburg an der Donau, Stadt Nördlingen, Landkreis Nördlingen | 239      | Donauwörth    |
| 1949      | Landkreis Donauwörth, Stadt Neuburg an der Donau, Landkreis Neuburg an der Donau, Stadt Nördlingen, Landkreis Nördlingen | 44       | Donauwörth    |